# Saint-Pacôme
Pour les articles homonymes, voir Saint Pacôme.
Saint-Pacôme est une municipalité intégrée à la municipalité régionale de comté (MRC) de Kamouraska, dans la région administrative du Bas-Saint-Laurent, au Québec, au Canada.

## Toponymie
Deux hypothèses existent selon l'origine du patronage de la municipalité, la première hypothèse vient d'un écrit du curé P. A. Caron racontant que lors de l'érection canonique, l'évêque, monseigneur Cazeau, proposa de donner le nom de Saint-Côme, mais les paroissiens n'en voulurent pas. L'évêque proposa alors Saint-Pacôme que les citoyens acceptèrent. 
La deuxième hypothèse viendrait plutôt du fait que les premiers paroissiens étaient pauvres et la paroisse aurait été mis sous le patronage de Saint Pacôme qui était réputé pour avoir vécu de manière austère.

## Histoire

### Chronologie
- 1851 : Fondation de la municipalité de Saint-Pacôme à même la partie sud de la paroisse de Rivière-Ouelle.
- 1859 : La municipalité est desservie par le chemin de fer. La principale activité économique est l'industrie forestière et ce jusque dans les années 1950.
- 1926 : Séparation de Saint-Pacôme village et paroisse.
- 1938 : Fondation, le 8 décembre, de Saint-Gabriel-Lalemant à même la partie sud de la paroisse de Saint-Pacôme. Le nouveau village compte déjà 1200 habitants.
- 1952 : Fermeture de la scierie et fin de la drave sur la rivière Ouelle.
- 1958 : Première inondation du village.
- 1966 : La rivière Ouelle obtient le statut de rivière à saumon ; début d'ensemencement.
- 1971 : Construction du premier parcours du club de golf La Pruchière.
- 1979 : Fusion de Saint-Pacôme village et paroisse.
- 1981 : La Municipalité de Saint-Pacôme achète la pente de ski de la Côte des Chats et crée la Station de neige.
- 1994 : Construction du second parcours du club de golf.
- 1998 : Création de l'Association des plus beaux villages du Québec. Saint-Pacôme en fait partie.
- 1998 : Construction des infrastructures municipales d'aqueduc et d'égout et réfection des rues dans la plus grande partie du village.
- 2001 : Fêtes du 150e anniversaire de fondation de la municipalité. La Société du roman policier de Saint-Pacôme est créée.
- 2004 : La Station de neige Saint-Pacôme devient la Station plein-air Saint-Pacôme. (4 saisons).
- 2005 : En avril, Saint-Pacôme subit la pire inondation de son histoire.
- 2005 : Installation de la station d'hébertisme d'Arbre en Arbre à la Station plein-air. Fermée en 2012 pour réévaluation, elle est démolie à l'été 2013.
- 2010 : Ouverture de la bibliothèque municipale Mathilde Massé.
- 2013 : Fermeture pour rénovation de la Station plein-air Saint-Pacôme.

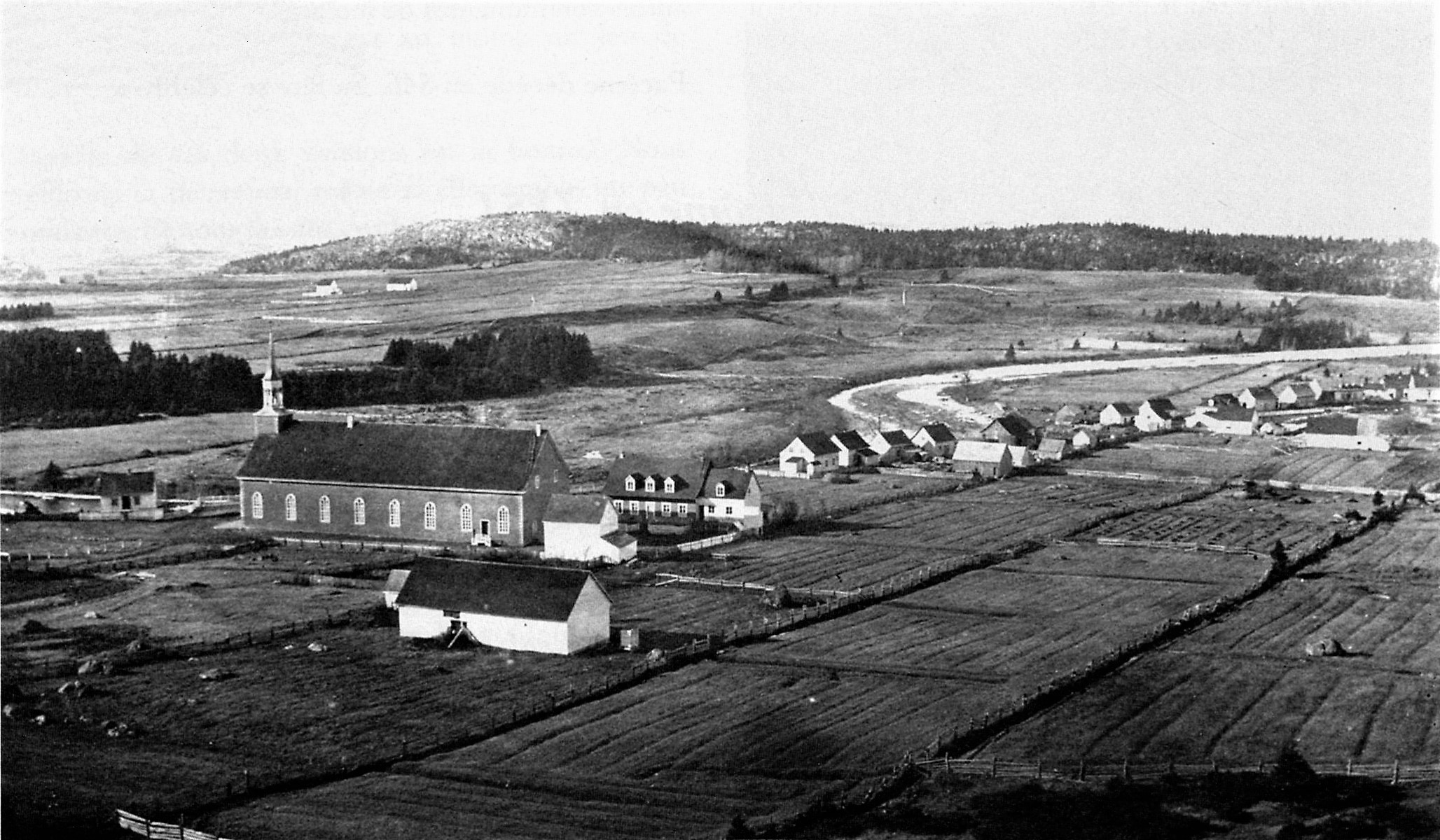
L'église et le presbytère de Saint-Pacôme, vers 1883.
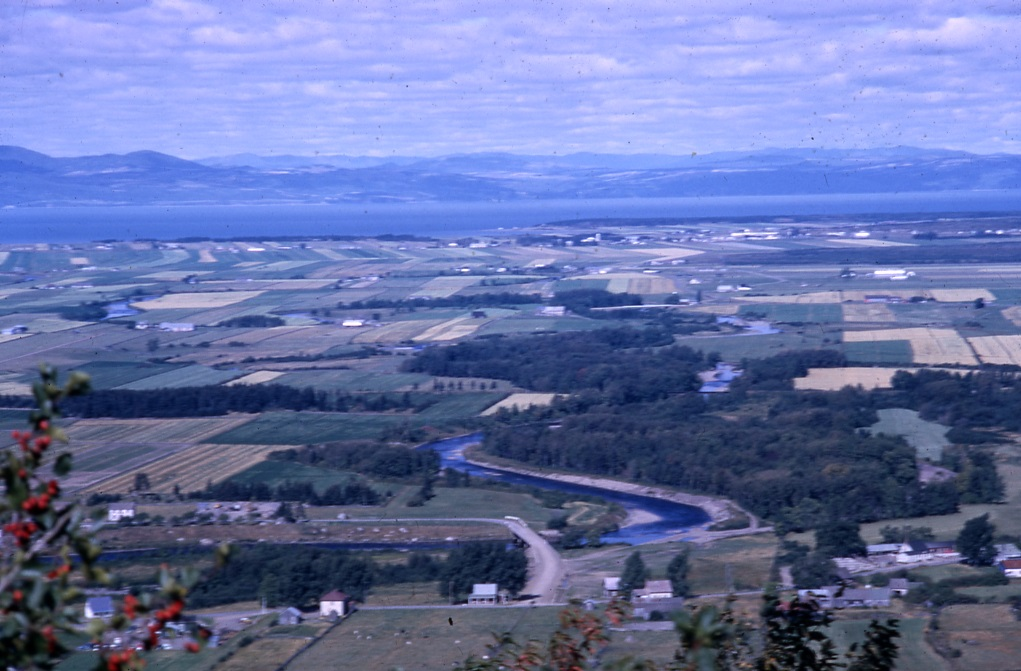
Vue de Saint-Pacôme dans les années 1950.

## Géographie
Saint-Pacôme est situé au cœur du doux pays du Kamouraska, à quelques kilomètres du fleuve Saint-Laurent et à 10 km au nord-est de La Pocatière sur la Route 230. Les agglomérations importantes les plus proches sont Montmagny à 70 km au sud-ouest et Rivière-du-Loup à 65 km au nord-est. Le village se distingue par son relief accidenté au piedmont des Appalaches et les sinuosités de la rivière Ouelle qui délimite le sud-ouest de la municipalité et coule vers le nord.

## Démographie

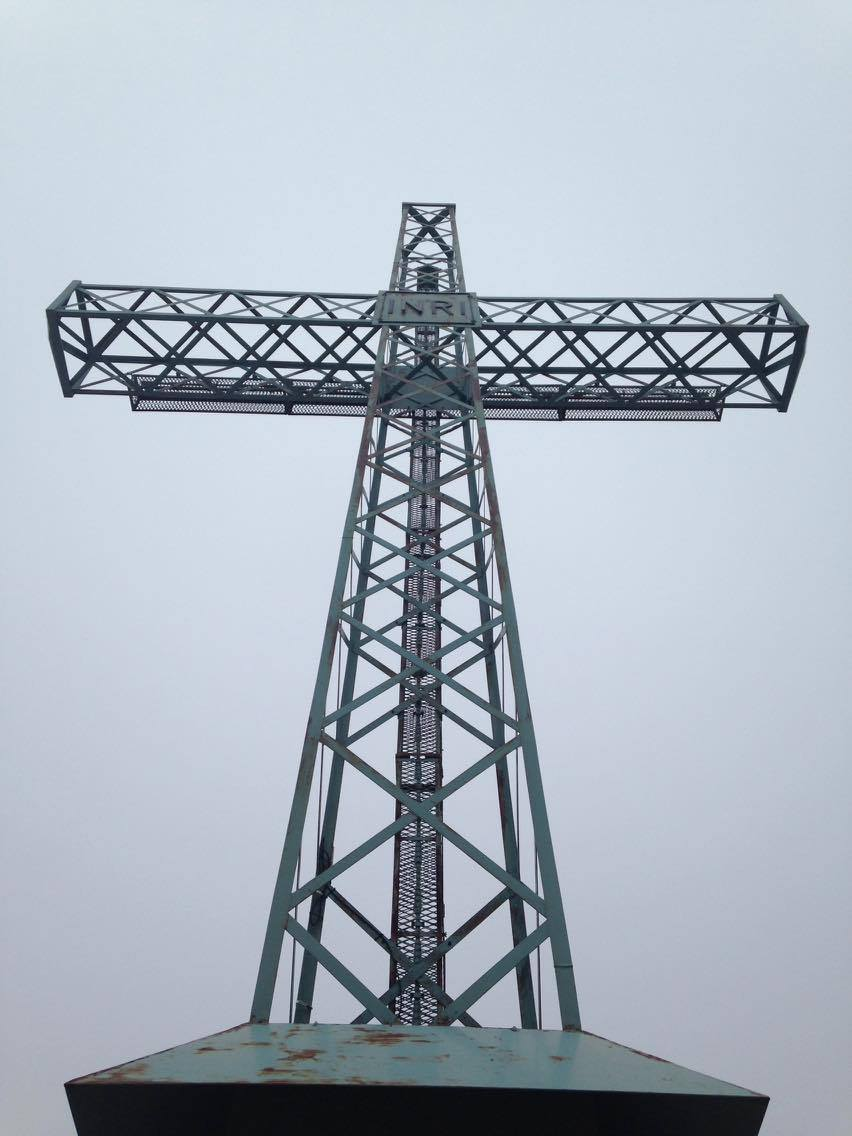
Croix au sommet de la côte des Chats à Saint-Pacôme en 2017

| 1991  | 1996  | 2001  | 2006  | 2011  | 2016  | 2021  |
| ----- | ----- | ----- | ----- | ----- | ----- | ----- |
| 1 880 | 1 799 | 1 706 | 1 685 | 1 658 | 1 598 | 1 806 |

## Administration
Les élections municipales se font en bloc pour le maire et les six conseillers.
| Saint-Pacôme Maires depuis 2005                                                                                      |                    |         |          |
| Élection | Maire              | Qualité | Résultat |
| 2005 | Gervais Lévesque   |         | Voir     |
| 2009 | Gervais Lévesque   | Voir    |          |
| 2013 | Nathalie Lévesque  |         | Voir     |
| 2017 | Robert Bérubé      |         | Voir     |
| 2021 | Louise Chamberland |         | Voir     |
| Élection partielle en italique Depuis 2005, les élections sont simultanées dans toutes les municipalités québécoises |                    |         |          |

## Arts et culture
En 2001, dans le cadre de son 150e anniversaire de fondation et afin de promouvoir ses charmes, la municipalité s'est autoproclamée « Capitale du roman policier ». Depuis cette année-là, Saint-Pacôme est l'hôte chaque année d'un festival littéraire du roman policier organisé par la Société du roman policier de Saint-Pacôme qui remet deux prix littéraires, le prix Saint-Pacôme du roman policier et le prix de la rivière Ouelle de la nouvelle policière. D'autres prix se sont ajoutés au fil des ans.

## Sports et loisirs
Le Club de golf de Saint-Pacôme propose, en été, un circuit pittoresque qui attire des golfeurs de partout au Québec. Les fosses de la rivière Ouelle, en amont du village, attirent les amateurs de pêche au saumon. Durant l'hiver, la Station plein-air qui était le rendez-vous des skieurs et des planchistes, dut fermer ses portes à la suite de la saison 2013. Plusieurs facteurs en sont responsables dont la vétusté des équipements nécessitant un important réinvestissement, une réduction de l'achalandage en partie causée par les conditions climatiques défavorables dues à des précipitations tardives durant l'hiver, et la difficulté de conserver cette neige. De plus, le déficit budgétaire laissé par le projet d'Arbre en Arbre, a aussi contribué à la fermeture de la Station plein-air.

## Tourisme
Ces attraits lui valent de figurer parmi les plus beaux villages du Québec.

## Personnalités
- Gabrielle-Ange Lévesque, mère de l'écrivain américain Jack Kerouac
- André Gagnon, pianiste-compositeur